# Języki gallo-italskie
     język wenecki
     dialekt toskański
     język sycylijski
     język sardyński
     język oksytański
     język korsykański
     język franko-prowansalski
     język neapolitański
     dialekty środkowowłoskie
     języki gallo-italskie
     język friulski
     język ladyński
     język niemiecki

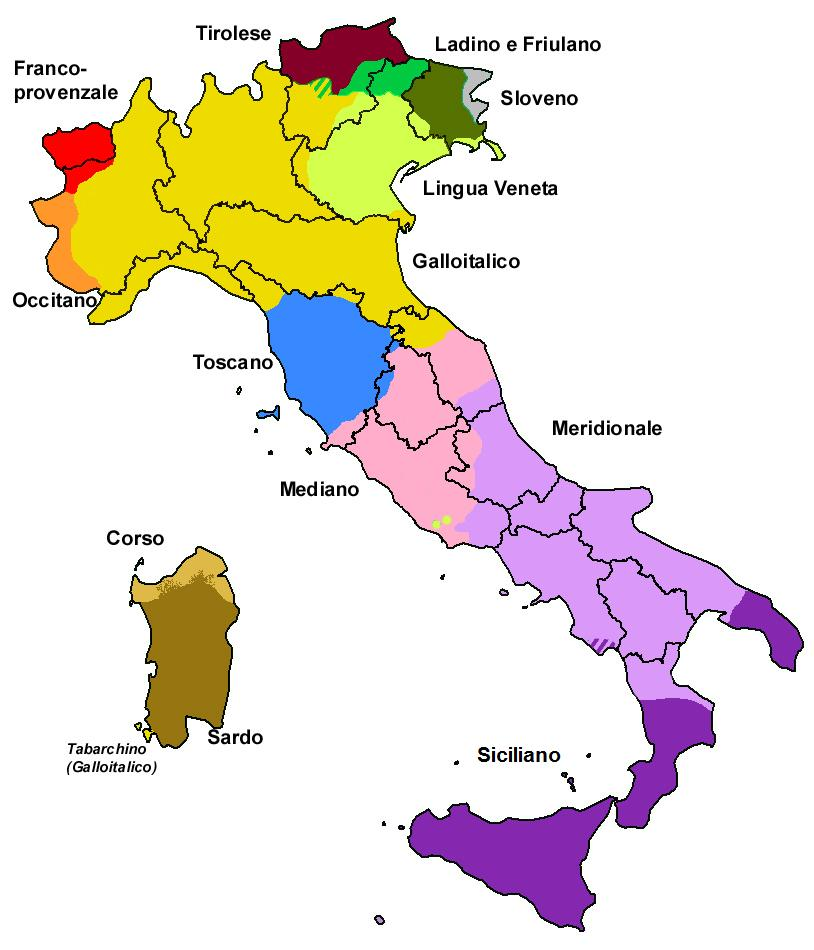
język wenecki
dialekt toskański
język sycylijski
język sardyński
język oksytański
język korsykański
język franko-prowansalski
język neapolitański
dialekty środkowowłoskie
języki gallo-italskie
język friulski
język ladyński
język niemiecki

Języki gallo-italskie (Gallo-italico) – języki z grupy języków zachodnioromańskich, używane na obszarze północnych Włoch, na północ od linii Massa-Senigallia.

## Spis języków gallo-italskich
- emilijski
- liguryjski
- lombardzki
- piemoncki
- wenecki